# Перуано-эквадорская война
Перуано-эквадорская война 1941 года (исп. Guerra del 41) — пограничный конфликт между Эквадором и Перу, произошедший с 5 по 31 июля 1941 года. Это первый из трёх военных конфликтов между двумя странами в XX веке.
В ходе войны перуанские вооружённые силы заняли западную провинцию Эквадора Эль Оро и часть провинции Лоха. Несмотря на то, что конфликт произошёл во время Второй мировой войны, он не был с ней связан, так как ни одна из сторон не получала поддержки ни от союзников, ни от стран Оси.
Перемирие вступило в силу 31 июля 1941 года. 29 января 1942 года стороны подписали «Протокол Рио-де-Жанейро», после чего перуанские войска были выведены с части оккупированных территорий. Территориальные разногласия между странами сохранялись до конца XX века и были окончательно разрешены после войны Альто-Сенепа в 1995 году и подписания Президентского акта в Бразилии в октябре 1998 года.

## Причины войны
Причиной войны стал давний спор между Перу и Эквадором за обладание территориями, большая часть которых лежала в бассейне Амазонки между горной цепью Анд и рекой Мараньон. Начало ему было положено ещё в колониальный период. На протяжении XIX и XX веков произошло несколько военных столкновений между Перу и Великой Колумбией, а после распада Великой Колумбии — между Перу и Эквадором. Было предпринято также несколько попыток мирного урегулирования отношений, но положить конец конфликту не удалось.
В 1940 году пограничные столкновения участились. 11 января 1941 года президент Перу Мануэль Прадо-и-Угартече, утверждая, что эквадорцы вторгаются на перуанскую территорию Сарумилья, приказал вооружённым силам начать формирование Северной группировки для отражения действий противника.

## Ход боевых действий

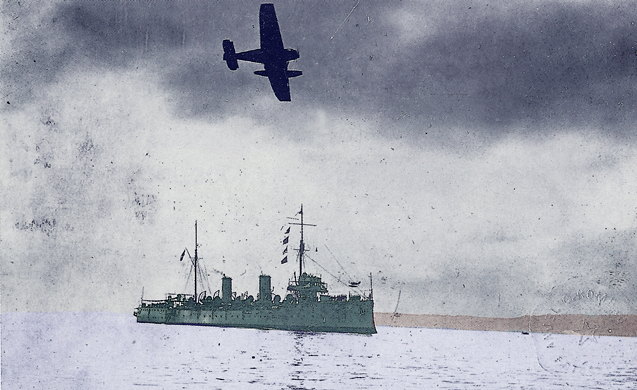
Корабль ВМС Перу в эквадорских территориальных водах

5 июля пограничные столкновения переросли в открытую войну. До сих пор ведутся споры о том, какая сторона первой начала военные действия: по версии перуанцев, эквадорцы вторглись на территорию провинции Сарумилья и открыли огонь по перуанскому патрулю; по версии эквадорского полковника Родригеса, эквадорский патруль обнаружил на эквадорской территории несколько перуанских гражданских лиц и полицейского, который первым открыл огонь и убил одного эквадорца.
Соотношение сил к этому времени было следующим: Эквадор имел 2 батальона, развёрнутых вдоль реки Сарумилья (3 высших офицера, 33 офицера и 743 рядовых), кроме того, в непосредственной близости от места военных действий находились 4 высших офицера, 3 офицера, 28 солдат, 93 добровольца и 500 карабинеров; Перу — от 11 500 до 13 000 человек.
С 5 по 7 июля вдоль высохшего русла Сарумильи велись бои с активным применением артиллерии, а со стороны Перу — также авиации, после чего на некоторое время установилось затишье. Это позволило перуанцам приготовиться к решающему наступлению. 23 июля они, используя огромное численное преимущество и ранее закупленные в Чехословакии танки, начали наступление в направлении эквадорского портового города Пуэрто-Боливар, с моря блокированного флотом. Одновременно перуанская авиация начала бомбардировки городов Уакильяс, Аренильяс, Санта-Роза и Мачала. 27 июля перуанский воздушный десант взял Пуэрто-Боливар (это была первая воздушно-десантная операция в Западном полушарии; всего в ней участвовало 30 десантников). После 31 июля боевые действия приняли вялотекущий характер. 21 ноября Перу и Эквадор подписали перемирие.

## Итоги
По итогам перемирия между Перу и Эквадором, которое 29 января 1942 года было подтверждено «протоколом Рио-де-Жанейро», 278 тысяч км² эквадорской территории в верхнем течении Амазонки переходило к Перу. Аргентина, Бразилия, США и Чили выступили гарантами соблюдения договора. Однако 78-километровый участок границы вдоль реки Сенепа не был демаркирован в течение 5 лет, что впоследствии послужило поводом для нового вооружённого конфликта.
В 1960 году президент Эквадора Хосе Мария Веласко Ибарра объявил о признании протокола недействительным, так как он был подписан во время оккупации эквадорской территории перуанцами. Тем не менее Перу, Бразилия, Аргентина, Чили и США продолжали считать, что договор в силе. Противостояние Перу и Эквадора ещё два раза выливалось в открытый военный конфликт — в 1981 году (война Пакиша) и в 1995 году (война Альто-Сенепа). Окончательный мир между Перу и Эквадором был заключён только 26 октября 1998 года в Бразилиа. Эквадор признал переход спорных территорий к Перу.